# Медаль Гувера
Медаль Гувера (англ. Hoover Medal) — награда за достижения в инженерном деле и за служение человечеству. Присуждается группой из пяти обществ (Американское общество инженеров-механиков, Институт инженеров электротехники и электроники, Американское общество инженеров-строителей, Американский институт горных, металлургических и нефтяных инженеров и Американский институт инженеров-химиков) ежегодно с 1930 года.

## Лауреаты
- 1930: Гувер, Герберт
- 1936: Ambrose Swasey[англ.]
- 1938: Стивенс, Джон Фрэнк
- 1940: Гано Данн[англ.]
- 1941: D. Robert Yarnall[англ.]
- 1942: Gerard Swope[англ.]
- 1944: Ralph E. Flanders[англ.]
- 1945: William Henry Harrison
- 1946: Буш, Вэнивар
- 1948: Malcolm Pirnie[англ.]
- 1949: Фрэнк Джьюетт[англ.]
- 1950: Комптон, Карл Тэйлор
- 1951: William L. Batt[англ.]
- 1952: Хау, Кларенс Декейтер
- 1954: Слоун, Альфред
- 1955: Чарльз Кеттеринг
- 1956: Гувер, Герберт мл.[англ.]
- 1957: Scott Turner[англ.]
- 1958: Уилер, Рэймонд Альберт
- 1959: Henry T. Heald[англ.]
- 1960: Эйзенхауэр, Дуайт Дэвид
- 1961: Mervin Kelly[англ.]
- 1962: Уокер Цислер[англ.]
- 1963: Киллиан, Джеймс
- 1964: Маккоун, Джон
- 1966: Гилбрет, Лилиан
- 1967: Клей, Люсиус
- 1968: Harold B. Hartley[англ.]
- 1969: Edgar F. Kaiser[англ.]
- 1970: John Erik Jonsson[англ.]
- 1971: Luis A. Ferré[англ.]
- 1972: Frederick R. Kappel[англ.]
- 1973: William Joseph Hedley[англ.]
- 1974: Паккард, Дэвид
- 1975: James Boyd [1]
- 1976: James B. Fisk
- 1977: Петер Карл Голдмарк[англ.]
- 1978: Donald C. Burnham[англ.]
- 1979: Charles M. Brinckerhoff
- 1980: Stephen D. Bechtel Jr.[англ.]
- 1981: Бекман, Арнольд
- 1982: Michel T. Halbouty[англ.]
- 1983: Joseph J. Jacobs[англ.]
- 1984: Kenneth A. Roe
- 1985: Robert C. West[англ.]
- 1986: Lawrence P. Grayson
- 1987: Martin Goland
- 1988: William R. Gianelli[англ.]
- 1989: John J. McKetta[англ.]
- 1990: Joseph M. Rodgers[англ.]
- 1991: Haldor F. Topsoe[англ.]
- 1992: Roland W. Schmitt[англ.]
- 1993: Сальвадори, Марио
- 1994: William J. Carroll
- 1995: Кеймен, Дин
- 1996: M. Hasan Nouri
- 1997: Otto J. Helweg
- 1998: Картер, Джимми
- 2001: Richard H. Stanley
- 2002: Charles H. Thornton
- 2003: Barry K. Thacker
- 2005: Sudabeh Shoja
- 2007: Bernard Amadei[англ.]
- 2008: Абдул Калам
- 2012: Мурти, Нараяна[2]
- 2013: Возняк, Стив
- 2015: Лэнджер, Роберт
- 2016: Leonard Harris
- 2017: John Staehlin
- 2018: David C. Baldwin
- 2019: Marc Edwards[англ.]
- 2020: William S. Hammack[англ.]
- 2021: Cato T. Laurencin[англ.]
- 2022: Ratan N. Tata